# 2017년 네덜란드-튀르키예 외교 갈등
2017년 3월부터 네덜란드에 거주하는 튀르키예인들의 개헌 찬성 집회에 참석하기 위해 튀르키예의 메블뤼트 차우쇼을루 외무장관을 네덜란드가 입국 거부를 하여 양국 간에 외교 갈등이 촉발되었다.

## 같이 보기
- 2017년 네덜란드 총선
- 2017년 튀르키예 개헌 국민투표
- 튀르키예계 네덜란드인